# Owenodon hoggii
L'owenodonte (Owenodon hoggii Richard Owen, 1874) era un dinosauro erbivoro appartenente al gruppo degli ornitopodi. Visse all'inizio del Cretaceo inferiore (Berriasiano, circa 143 milioni di anni fa) e i suoi resti fossili sono stati ritrovati in Inghilterra.

## Storia della classificazione
Questo dinosauro è noto solo per una mandibola incompleta, proveniente dalla Purbeck Limestone della Durlston Bay nel Dorset. L'esemplare venne descritto per la prima volta da Richard Owen nel 1874; lo studioso lo ascrisse a Iguanodon in una nuova specie (I. hoggii), in onore del naturalista A.J. Hogg che in origine raccolse il fossile nel 1860. L'osso fu danneggiato durante la preparazione iniziale, ma fu poi liberato dalla matrice rocciosa che lo circondava grazie a un bagno di acido effettuato tra il 1975 e il 1977.
Nel 2002 l'esemplare venne ristudiato da David Norman e Paul Barrett, i quali ritennero che la specie presentava più somiglianze con il nordamericano Camptosaurus, e quindi lo ascrissero a quel genere. Questa interpretazione venne messa in dubbio da un nuovo studio, effettuato nel 2009 da Peter Galton, nel quale venivano messe in evidenza ulteriori differenze tra "Camptosaurus" hoggii e Camptosaurus dispar. Galton, quindi, ritenne che la mandibola rappresentasse un genere a sé stante, Owenodon, più derivato ("evoluto") rispetto a Camptosaurus ma non quanto Lurdusaurus e Iguanodon. Probabilmente Owenodon, come tutti gli iguanodonti, era un erbivoro semibipede dal corpo relativamente robusto e dalle lunghe zampe posteriori.